# Abziri
Abziri, aussi connu sous les noms d'Abziritanus et Abdiritanus, est un oppidum (ville) de la province proconsulaire de l'Afrique romaine à l'époque des empires romain et byzantin. La ville a été identifiée avec les ruines situées près d'Oudna, l'antique Uthina, dans l'actuelle Tunisie.

## Histoire
L’oppidum Abziritanum est mentionné dans l’Histoire naturelle de Pline l'Ancien dans la liste des trente oppida libera de l'Afrique proconsulaire. La ville était probablement une ville d'origine berbère associée à la colonie romaine voisine d'Uthina. Deux confirmations épigraphiques sur le site d'Ouzra, sur le territoire de la commune de Mornag, situé à quinze kilomètres au nord-est d'Uthina, sont trouvées en 2010.

## Évêché d'Abziri
La ville a été le siège d'un évêché catholique jusqu'à la fin du VIIe siècle, avant l'arrivée des armées islamiques. Le diocèse est refondé sous ce nom en 1933, et existe aujourd'hui comme siège titulaire de l'Église catholique.
Évêques
- Victor (évêque catholique), vers 390, intervient au concile de Carthage (episcopus Abdiritanus, Abdiritanus est une variante d'Abziritanus d'après André Mandouze)[3] ;
- Fructuosus Abziritanus, vers 411, cité à la conférence de Carthage (episcopus plebis Abziritanus) ;
- Victorinus, cité dans un document daté de 646 repris dans les actes du synode du Latran de 649 (episc(opus) ecc(lesiae) Auziritanae).

Évêques titulaires
- Emilio Abascal y Salmerón (es) (Mexique), du 25 juillet 1953 au 18 avril 1968 ;
- Giuseppe Obert (Bangladesh), du 5 septembre 1968 à sa mort le 6 mars 1972, précédemment évêque de Dinajpur ;
- Vinzenz Guggenberger (de) (Allemagne), du 17 mai 1972 à sa mort le 4 juillet 2012 ;
- Kęstutis Kėvalas (de) (Lituanie), du 27 septembre 2012 au 20 avril 2017 ;
- Hansjörg Hofer (de) (Autriche), depuis le 31 mai 2017.